# 좀미꾸리광이속
좀미꾸리광이속(------屬, 학명: Torreyochloa 토레이오클로아[*])은 벼과의 속이다. 다섯 종으로 이루어진 작은 속으로, 동아시아 및 북아메리카에 분포하며, 한국에서는 좀미꾸리광이 한 종이 자생한다.

## 하위 종
- 좀미꾸리광이(T. pallida (Torr.) Church)
- T. erecta (Hitchc.) Church
- T. fernaldii (Hitchc.) Church
- T. natans (Kom.) Church
- T. pauciflora (J.Presl) Church